# Cory Monteith
Cory Allan Michael Monteith (Calgary, 11 de maio de 1982 — Vancouver, 13 de julho de 2013) foi um ator e cantor canadense, mais conhecido por seus papéis como Finn Hudson na série televisiva Glee da FOX e como Charlie Tanner na série Kyle XY da ABC Family.

## Início da vida
Monteith nasceu em Calgary, província de Alberta, Canadá, e cresceu em Victoria, Colúmbia Britânica. Tinha um irmão mais velho, Shaun Monteith. Seus pais divorciaram-se quando tinha sete anos, e ele foi criado por sua mãe. Antes de se tornar um ator, Monteith teve vários empregos (Wal-Mart, motorista de táxi, telemarketing, trabalhador da construção civil). Iniciou sua carreira atuando em Vancouver, Colúmbia Britânica.
Depois de frequentar dezesseis escolas diferentes, largou os estudos aos dezesseis anos. Monteith disse em uma entrevista as seguintes frases sobre o motivo em deixar de estudar: "Não era para mim. Eu posso me lembrar desde então sobre a sexta e a sétima série, eu só não entendia as razões do dever de aprender o que eu estava aprendendo. Por alguma razão, havia um espírito de rebelião em mim, escola definitivamente não era para mim". Todavia, recebeu seu diploma do ensino médio em 2011 de uma escola alternativa que frequentou em Victoria, Colúmbia Britânica.

## Carreira
Monteith começou sua carreira atuando em Vancouver, Começou fazendo participações menores em filmes como Killer Bash, Bloody Mary, Deck the Halls e Final Destination 3. Ele teve um papel recorrente em Kyle XY. Ele também fez aparições em seriados como Supernatural, Stargate Atlantis, Smallville, Stargate SG-1 e Flash Gordon.

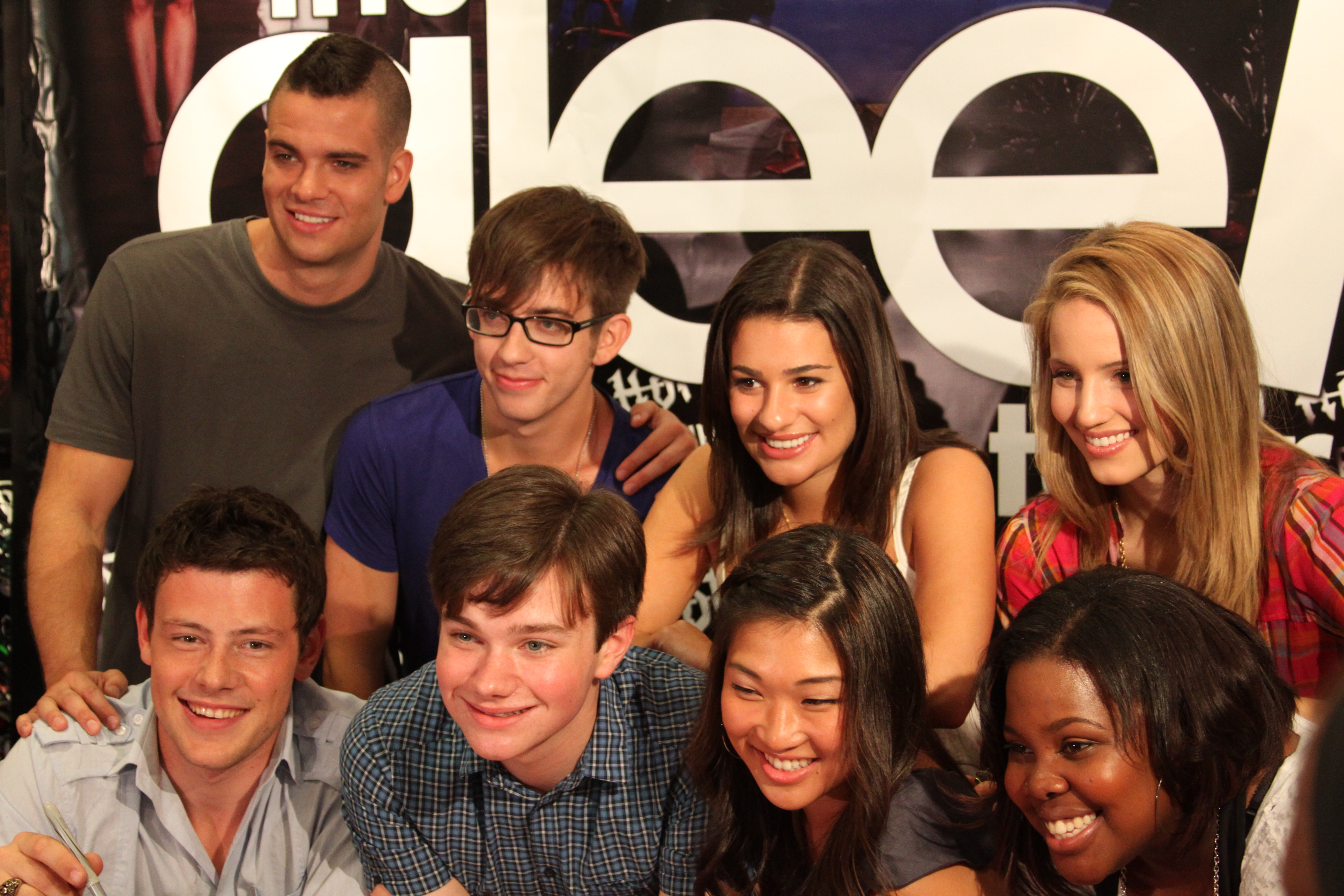
Monteith em foto com o elenco de Glee

Em 2007, participou também na série da MTV Kaya, que foi cancelada 10 episódios depois de exibida, interpretando o personagem Gunnar, o baterista da banda de Danielle Savre.

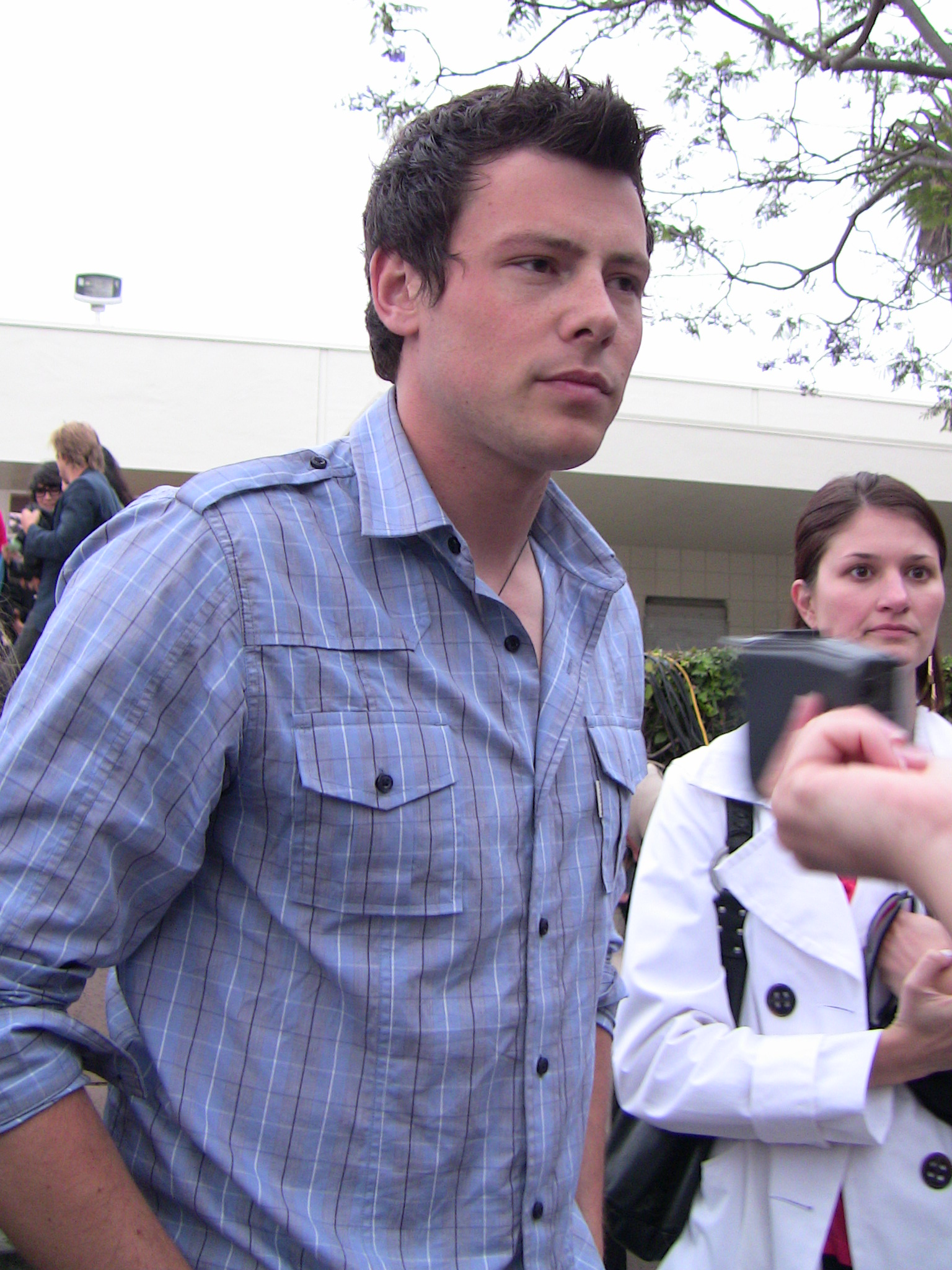
Cory Monteith em Santa Mônica, Califórnia em 11 de maio de 2009.

Na série Glee, Cory interpretou Finn Hudson, um jovem de 16 anos, capitão do time de futebol, que entra no clube do coral e por isso vai perdendo sua popularidade.
Ele foi Owen no filme Monte Carlo, protagonizado por Selena Gomez e Leighton Meester. Em maio de 2010, o elenco de Glee foi em uma excursão de duas semanas ao vivo com paradas em Los Angeles, Phoenix, Chicago e Nova Iorque. Em maio do ano seguinte, o elenco foi em uma excursão, com novas canções, realizado por quatro semanas nos EUA e Canadá, e 11 dias na Inglaterra e Irlanda.
Em 8 de agosto de 2010, ele co-organizou o Teen Choice Awards. Monteith sediou o Gemini Awards em Toronto em 13 de novembro de 2010.
Em janeiro de 2011, estreou o filme Sisters & Brothers, no filme tem também no elenco Dustin Milligan, que estreou no Festival Internacional de Cinema de Toronto em 11 de setembro de 2011.
Em 2012, ele co-organizou o GLAAD Media Awards em Nova York com a atriz Naya Rivera.

## Vida pessoal
Monteith estava em um relacionamento estável com a atriz Lea Michele.
Em 31 de março de 2013, foi anunciado que Monteith se tinha internado voluntariamente em uma clínica para o tratamento de toxicodependência por pedido de colegas de gravação e do produtor, lhe garantindo o seu cargo de volta assim que concluísse sua recuperação. Monteith já havia recebido tratamento em outras oportunidades, a primeira vez aos dezenove anos. O último tratamento havia sido concluído em 26 de abril de 2013.

## Morte
Em 13 de julho de 2013, Cory foi encontrado morto em um quarto no vigésimo primeiro andar do hotel The Fairmont Pacific Rim, em Vancouver. Apesar de a polícia de Vancouver não ter conseguido determinar a causa da morte de imediato, desde o início eram fortes os indícios de suicídio por overdose, já que seu histórico de luta contra as drogas perdurava durante algum tempo. A necrópsia foi feita em 15 de julho por legistas da Colúmbia Britânica. Logo após a notícia da morte, sua assessora declarou: "Estamos muito tristes ao confirmar que os relatos sobre a morte de Cory Monteith são precisos. Estamos em estado de choque e de luto desta trágica perda." O relatório preliminar da autópsia indicou que a morte de Monteith foi causada pela mistura de substâncias que juntas aumentam seu potencial de toxicidade. No caso, foram encontrados em seu organismo heroína e álcool, sendo mais provável que sua morte foi acidental. O relatório final divulgado em outubro de 2013 confirmou o que havia sido divulgado anteriormente. A análise dos legistas determinou também que havia codeína e morfina no organismo do ator no momento de sua morte. De acordo com a polícia, no quarto havia objetos normalmente utilizados para o consumo de heroína, incluído uma colher com resíduos e uma agulha hipodérmica usada, bem como duas garrafas de champagne vazias. Sobre como o abuso de drogas determinou a morte Monteith, o legista escreveu que o ator havia passado por períodos intermitentes entre consumo frequente de drogas e abstinência por toda sua vida, e que após um período prolongado sem consumir opiáceos qualquer nível de concentração que anteriormente era tolerado poderia ser potencialmente fatal.
O corpo do ator foi cremado em Vancouver, no Canadá, em um cerimônia privada apenas para a família e para a namorada, Lea Michele, no dia 16 de julho.

## Filmografia

### Filmes

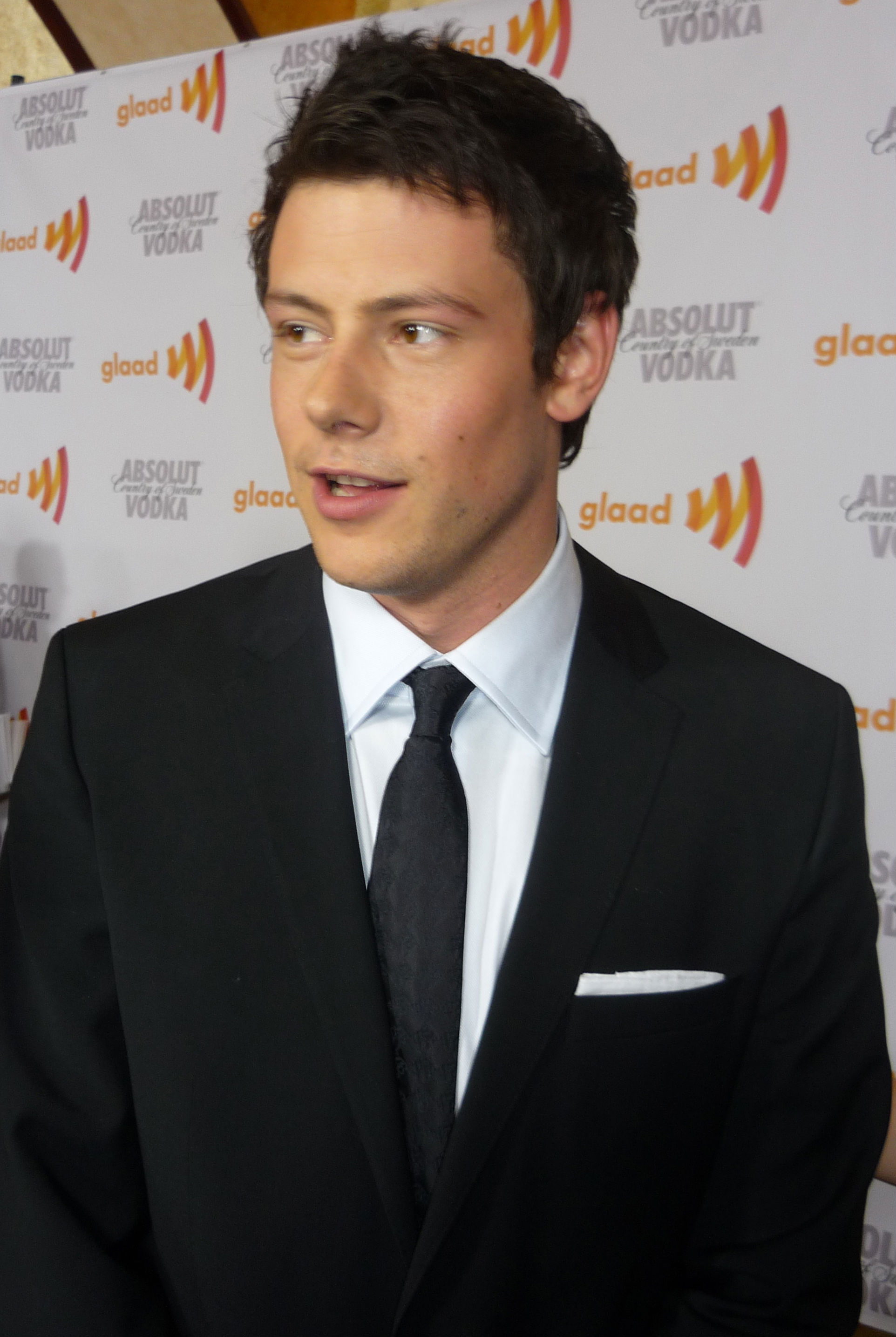
Monteith na premiação do GLAAD Awards em 17 de abril de 2010.

| Ano  | Título                        | Papel               | Notas                 |
| ---- | ----------------------------- | ------------------- | --------------------- |
| 2005 | Killer Bash                   | Douglas Waylan Hart | Filme para TV         |
| 2006 | Bloody Mary                   | Paul Zuckerman      |                       |
| 2006 | Final Destination 3           | Kahill              | Participação especial |
| 2006 | Kraken: Tentacles of the Deep | Michael             | Filme para TV         |
| 2006 | Deck the Halls                | Madison’s Date      | Participação especial |
| 2007 | Hybrid                        | Aaron Scates        | Filme para TV         |
| 2007 | White Noise 2: The Light      | Scooter Guy         | Participação especial |
| 2007 | Gone                          | Davis Calder        | Curta-metragem        |
| 2007 | The Invisible                 | Jimmy               |                       |
| 2007 | Whisper                       | Garoto adolescente  | Participação especial |
| 2007 | Wannabe Macks                 | Stu                 |                       |
| 2008 | The Boy Next Door             | Jason               | Filme para TV         |
| 2011 | Breaking the Girl             |                     | [ 32 ]                |
| 2011 | Monte Carlo                   | Owen                |                       |
| 2011 | Sisters & Brothers            | Justin              |                       |
| 2011 | Glee: The 3D Concert Movie    | Finn Hudson         |                       |
| 2013 | All the Wrong Reasons         | James Ascher        |                       |
| 2013 | McCanick                      | Simon Weeks         |                       |

### Televisão
| Ano  | Título             | Papel             | Notas                                                |
| ---- | ------------------ | ----------------- | ---------------------------------------------------- |
| 2004 | Stargate Atlantis  | Genii Private     | Episódio: "The Storm"                                |
| 2005 | Young Blades       | Marcel Le Rue     | Episódio: "To Heir Is Human"                         |
| 2005 | Supernatural       | Gary              | Episódio: "Wendigo" (01.02)                          |
| 2005 | Smallville         | Frat Cowboy       | Episódio: "Thirst"                                   |
| 2005 | Killer Instinct    | Windsurfer Bob    | Episódio: "Forget Me Not"                            |
| 2006 | Whistler           | Lip Ring          | Episódio: "The Burden of Truth"                      |
| 2006 | Stargate SG-1      | Mitchell (jovem)  | Episódio: "200"                                      |
| 2006 | Kyle XY            | Charlie Tanner    | 7 episódios (2006–2007)                              |
| 2007 | Flash Gordon       | Ian Finley        | Episódio: "Life Source"                              |
| 2007 | Kaya               | Gunnar            | 10 episódios                                         |
| 2008 | Fear Itself        | James             | Episódio: "New Year's Day"                           |
| 2009 | Mistresses         | Jason             | Série de televisão                                   |
| 2009 | The Assistants     | Shane Baker       | Episódios: "The Star", "Rehab"                       |
| 2009 | Glee               | Finn Hudson       | 88 episódios (2009–2013)                             |
| 2010 | The Simpsons       | Flynn (voz)       | Episódio: "Elementary School Musical"                |
| 2011 | The Cleveland Show | Finn Hudson (voz) | Episódio: "How Do You Solve a Problem Like Roberta?" |
| 2012 | The Glee Project   | Ele mesmo         | Episódio: "Vulnerability"                            |

## Música
| Ano  | Single                      | Posições | Posições | álbum                                 |
| Ano  | Single                      | EUA      | CAN      | álbum                                 |
| ---- | --------------------------- | -------- | -------- | ------------------------------------- |
| 2009 | "Can't Fight This Feeling"  | -        | -        | Glee: The Music, Volume 1             |
| 2009 | "I'll Stand by You"         | 73       | 65       | Glee: The Music, Volume 2             |
| 2009 | "(You're) Having My Baby"   | -        | -        | Glee: The Music, Volume 2             |
| 2010 | "Hello, I Love You"         | 66       | 46       | Glee: The Music, The Love Songs       |
| 2010 | "Jessie's Girl"             | 23       | 10       | -                                     |
| 2010 | "Losing My Religion"        | 60       | 47       | -                                     |
| 2010 | "Just the Way You Are"      | 46       | 24       | Glee: The Music, Volume 4             |
| 2011 | "She's Not There"           | 87       | -        | Glee: The Music, Volume 5             |
| 2011 | "I've Gotta Be Me"          | -        | -        | -                                     |
| 2011 | "Girls Just Wanna Have Fun" | 59       | 75       | Glee: The Music, Volume 7             |
| 2012 | "More Than a Woman"         | -        | -        | -                                     |
| 2012 | "Not the End"               | -        | -        | Glee: The Music, The Graduation Album |